# Weed – Silver Fangs son
Weed – Silver Fangs son (japanska: 銀牙伝説ウィード Ginga densetsu Wīdo, 'Silverhuggtands legend: Weed'?) är en mangaserie av Yoshihiro Takahashi. Den har även blivit till en animeserie i 26 avsnitt och är en fortsättning på Takahashis serie Silver Fang. Animen finns utgiven på svensk dvd i åtta volymer.
Serien handlar om Silver Fangs son Weed som skall söka reda på sin far och skydda paradiset Ohu, som hans far grundade. Animen skiljde sig från mangan på flera olika sätt. Rollfigurerna var helt förändrade och själva historien var annorlunda. Mangan är ännu ej avslutad och finns i Japan samlad i 60 volymer. Den har nu även fått en uppföljare: Ginga Densetsu Weed: Orion.

## Animerad serie
14 år har gått sedan björnhunden Gin deltog i striden mot den jättelika björnen Akakabuto. Sedan dess har området runt Ohu varit fridfullt för traktens vilda hundar, och den nu åldrade Gin är ledare över området. Men då Gin ger sig ut på resa med sina närmaste, dyker en jättelik, missbildad hund kallad Kaibitsu upp och börjar härja i området. I tumultet flyr hunden Smith tillsammans med Sakura, en Kishutik som bär på Gins valp. Sakura drabbas senare av en svår svältsjukdom och dör. Smith och hunden GB lovar Sakura en sak innan hennes död – att föra hennes och Gins son, Weed, til Ohu. Men resan blir lång och de stöter på många hinder. Dessutom blir Gin, Akame och John kidnappade av Hougen, en stor elak grand danois som planerar att röja Gin ur vägen och ta över Ohu. Deras paradis riskerar att bli det värsta stället en hund kan hamna på. Weed och de andra får höra att de har kidnappats och ger sig iväg för att rädda dem.

### Rollfigurer
Här är en lista över rollfigurer i serien. Många rollfigurer från den första serien, Silver Fang, dyker upp på nytt.
Weed
(Blandning av akitahund och kishu) Weed är son till Gin och Sakura ( Kishu
Gin
("Silver" på svenska) (Akitahund) Silver tog över ledarrollen över Tvillingpasset när hans far Riki dog, och har härskat i 14 år.
John
(schäfer) John var med och slogs mot björnen Akakabuto, och har sedan dess blivit en av Silvers närmaste vänner och medhjälpare. Trots sina över 14 år är John fortfarande en tålig kämpe. Han dog efter en hård strid mot Hougens flock i avsnitt 9. Han hittades av Weeds flock strax innan han dog, och de begravde honom.
Rödöga
("Akame" på japanska) (kishu) Silvers andra medhjälpare.
Ben
(Grand danois) Ben är en av de äldsta överlevande från striden mot björnen Akakabuto. Han ser dåligt, och får stöd av sin partner Cross.
Cross
(Saluki) Cross är 22 år gammal, och är Bens livspartner. Hon är mamma till deras son Ken.

### Antagonister
Kaibutsu
("Odjuret") Ett monster som anfaller Tvillingpasset 14 år efter striden mot Akakabuto och dräper en stor del av Silvers arme. Kaibutsu, ursprungligen en schäfer, utsattes för djurexperiment i sitt förflutna, vilket fick honom att växa till onaturlig storlek, och att hata människor mer än något annat.
Hougen
Storvuxen grand danois och en av Weeds största fiender. Då Weed gav sig iväg med sin flock för att leta efter sin far Silver, gav sig Hougen iväg och intog Tvillingpasset.